# Hans Klotz
Hans Klotz (Offenbach am Main, 25 oktober 1900 - Keulen 11 mei 1987) was een Duits organist en orgeldeskundige.

## Levensloop
Klotz voltooide zijn middelbare studies aan het Gymnasium van Frankfurt am Main in 1919. Hij studeerde vervolgens kerkmuziek aan het Conservatorium en muziekwetenschap, filosofie en pedagogie aan de Universiteit van Frankfurt.
Hij vervolmaakte zich in de orgelstudie bij Charles-Marie Widor in Parijs.
Hij maakte een carrière als organist in Frankfurt am Main, in de Christuskerk in Aken en in Flensburg. In 1954 werd hij Leraar en Hoofd van het Instituut voor Kerkmuziek aan het Conservatorium van Keulen. Zijn publicaties werden als gezaghebbend erkend en werden ook in andere talen vertaald.
Klotz was een van de juryleden tijdens de eerste internationale orgelwedstrijd die in 1964 in het kader van het Festival Musica Antiqua in Brugge werd georganiseerd. Bij die gelegenheid gaf hij een referaat over Orgelbouw en orgelarchitectuur.

## Publicaties
- Das Buch von der Orgel, Bärenreiter, Kassel, 2000, ISBN 3-7618-0826-7
- Die Orgelkunst der Gotik, der Renaissance und des Barock
- Studien zu Bachs Registrierkunst
- Die Ornamentik der Klavier- und Orgelwerke von Johann Sebastian Bach
- Pro organo pleno
- Streifzüge durch die Bachsche Orgelwelt

- Bibsys: 90079212
- Biblioteca Nacional de España: XX1331678
- Bibliothèque nationale de France: cb14827813r (data)
- CiNii: DA02142312
- Gemeinsame Normdatei: 14368700X
- International Standard Name Identifier: 0000 0001 2283 5584
- Library of Congress Control Number: n82254928
- Nationale Bibliotheek van Letland: 000043333
- Bibliotheek van het Japanse parlement: 00445910
- Nationale Bibliotheek van Tsjechië: mzk2011628899
- Nationale Bibliotheek van Israël: 987007599096605171
- Nationale Bibliotheek van Polen: a0000002338064
- Nederlandse Thesaurus van Auteursnamen: 068325185
- Système universitaire de documentation: 178073946
- Virtual International Authority File: 100995831
- WorldCat: E39PBJxCxhphHGxd8VjctR4Dv3